# Řád za statečnost (Afghánistán)
Řád za statečnost (paštunsky د زړورتیا امر‎) bylo státní vyznamenání Afghánské demokratické republiky založené roku 1985.

## Historie a pravidla udílení
Řád byl založen dne 29. října 1985. Udílen byl příslušníkům ozbrojených sil Afghánistánu, příslušníkům jednotek ministerstva vnitra a vojenským jednotkám. Udělen mohl být i cizincům. Po zániku Afghánské demokratické republiky v roce 1992 řád zanikl.
Udílen byl za osobní odvahu v bitvě, v případě vojenských jednotek a formací za úspěšné splnění bojové operace, v jejímž důsledku byl nepřítel poražen nebo utrpěl značné ztráty. Dále mohl být udělen za odvahu a vytrvalost projevovanou při plnění vojenských a úředních povinností v život ohrožujících podmínkách, za hrdinství projevené při ochraně civilního obyvatelstva a ochraně veřejného majetku před zásahy nepřítele.

## Insignie
Řádový odznak má tvar vínově smaltované pěticípé hvězdy o velikosti 48 mm. Povrch cípů hvězdy je mírně konvexní. Na přední straně hvězdy je barevně provedený státní znak Afghánské demokratické republiky. Základ znaku byl vyroben ze stříbra nebo tombaku. Po změně státního znaku v roce 1987, byl upraven podle nového vzoru i státní znak na odznaku. K oděvu je odznak připevňován pomocí šroubku.
Stuha široká 24 mm je vyrobena z hedvábného moaré vínové barvy se dvěma modrými proužky širokými 1 mm umístěnými ve vzdálenosti 2 mm od okrajů.
Řád se nosí napravo na hrudi. V případě, že je nošena pouze stuha, pak se nosí na liště se stuhami nalevo na hrudi. Následuje po stuze Řádu slávy.